# Issawa Singthong
Issawa Singthong (Nakhon Ratchasima, 7 ottobre 1980) è un ex calciatore thailandese, di ruolo centrocampista.

## Carriera

### Club
Ha cominciato a giocare al Royal Thai Air Force. Nel 2003 è passato al Bình Định. Nel 2007 è stato acquistato dall'An Giang. Nel 2008 si è trasferito al TOT. Nel 2009 è passato al Đồng Tháp. Nel 2011 ha firmato un contratto con il BBCU. Nel 2012 si è trasferito al Chiangrai Utd. Nel 2014 è stato acquistato dall'Air Force Central. Nel 2015, dopo aver giocato per il Chiangmai, ha firmato un contratto con il TOT, con cui ha concluso la propria carriera.

### Nazionale
Ha debuttato in Nazionale l'11 maggio 2002, nell'amichevole Cina-Thailandia (3-1), subentrando a Sakda Joemdee. Ha partecipato, con la Nazionale, alla Coppa d'Asia 2004. Ha collezionato in totale, con la maglia della Nazionale, 17 presenze.